# Planalto (Río Grande del Sur)
Planalto es un municipio brasileño del estado de Rio Grande do Sul.
Se encuentra ubicado a una latitud de 27º19'44" Sur y una longitud de 53º03'31" Oeste, estando a una altitud de 568 metros sobre el nivel del mar. Su población estimada para el año 2004 era de 10.782 habitantes.
Ocupa una superficie de 237,35 km². El municipio es bañado por el río Uruguay, que hace de frontera con Argentina.

## Historia

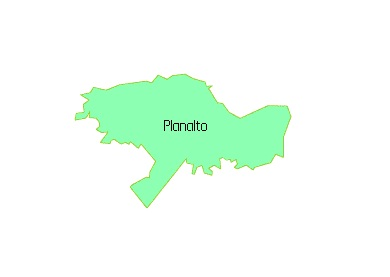
Representación gráfica del municipio

En 1948, por determinación estatal, se inició el levantamiento topográfico para el plano urbanístico y los trabajos de demarcación de los lotes rurales. El 1 de marzo del mismo año, se creó el distrito de Planalto, subordinado al municipio de Iraí (ley Municipal n.° 15/1948). 
Quince años después, el 26 de diciembre, por la ley Estadual n.° 4.692/1963, el distrito fue elevado a categoría de municipio manteniendo la misma denominación. Actualmente, el municipio está compuesto por cuatro distritos (Planalto, Santa Cruz, São José y São Luiz) y una reserva indígena.

## Geografía
La localidad se encuentra en la latitud 27°19'44" sur y en la longitud 53°03'31" oeste, siendo su altitud media de 568 metros. Posee un área de 230,42 km². 
El municipio cuenta con las aguas del Río do Mel, afluente del Río Uruguay, que tiene frontera fluvial con Argentina y Uruguay. Forma parte de la Región de las Hidrominerales, dentro del perímetro del Acuífero Guaraní, Microrregión de Federico Westphalen.

## Economía
La base de la economía del municipio se concentra, fundamentalmente, en la actividad agropecuaria y en el comercio. Cuenta también con una presencia importante del sector del mueble y de la industria láctea.

### Datos generales
- Población total (2010): 10.524 habitantes
- Área (2010): 230,4 km²
- Densidad demográfica (2010): 45,7 hab/km²
- Tasa de analfabetismo (2010): 11,29 %
- Expectativa de vida al nacer (2000): 67,45 años
- Coeficiente de mortalidad infantil (2010): 7,25 por mil nacidos vivos
- PIBpm(2008): R$ mil 187.042
- PIB per cápita (2008): R$ 18.062
- Exportaciones totales (2010): U$ FOB 490
- Fecha de creación: 26 de diciembre de 1963 - (Ley n.º 4692)
- Municipio de origen: Iraí y Nonoai

Su índice de desarrollo humano (IDH) es de 0.741, según el Atlas de Desarrollo Humano/PNUD (2000)

## Clima
Presenta un clima de tipo subtropical húmedo. La temperatura media anual es de 19,5 °C, con máximas en torno a los 39 °C en enero y 20 °C en julio y mínimas de 17 °C en enero y -2 °C en julio.
Los veranos son moderadamente cálidos, con temperaturas máximas que pueden pasar los 36 °C en ciertos momentos. Los inviernos tienden a ser húmedos y amenos, y raramente durante los picos de frío se observan temperaturas máximas de apenas un dígito y mínimas bajo 0 °C. En los meses más fríos es común la formación de heladas y, en ocasiones, nieva.

## Carreteras
Principales accesos al municipio:

- RS 324 : Iraí - Nova Bassano
- RS 504 : Planalto - Alpestre
- RS 591 : RS 324/Santa Cruz - Castelinho/Frederico Westphalen

## Puntos turísticos
El municipio de Planalto se extiende en parte por el Parque Estatal Forestal de Nonoai. Son 18 000 hectáreas de bosque virgen en el que se hallan las reservas indígenas de Kaingang y Guaraní.

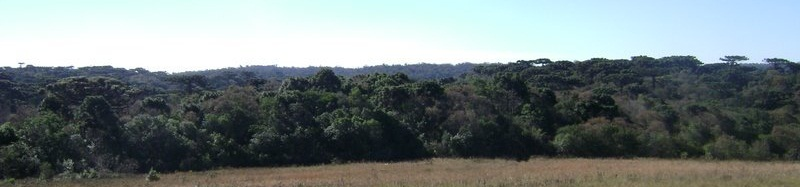
Vista panorámica de la Reserva Forestal.

Otros puntos destacables son la Iglesia Matriz y el Museo del Indio.

## Estaciones de radio
El municipio cuenta con tres estaciones de radio:
- Radio Ametista AM
- Radio Florestal FM
- Radio Planalto FM (Comunitaria)